# 赫露斯星
赫露斯星（202 Chryseïs）是第202顆被人類發現的小行星，位于火星和木星之間的小行星帶。它很可能是由富矽酸鹽的岩石組成。
赫露斯星以希臘神話的人物克律塞伊斯命名。
| 前一小行星： 小行星201 | 小行星列表 | 後一小行星： 小行星203 |